# Sergio Camargo

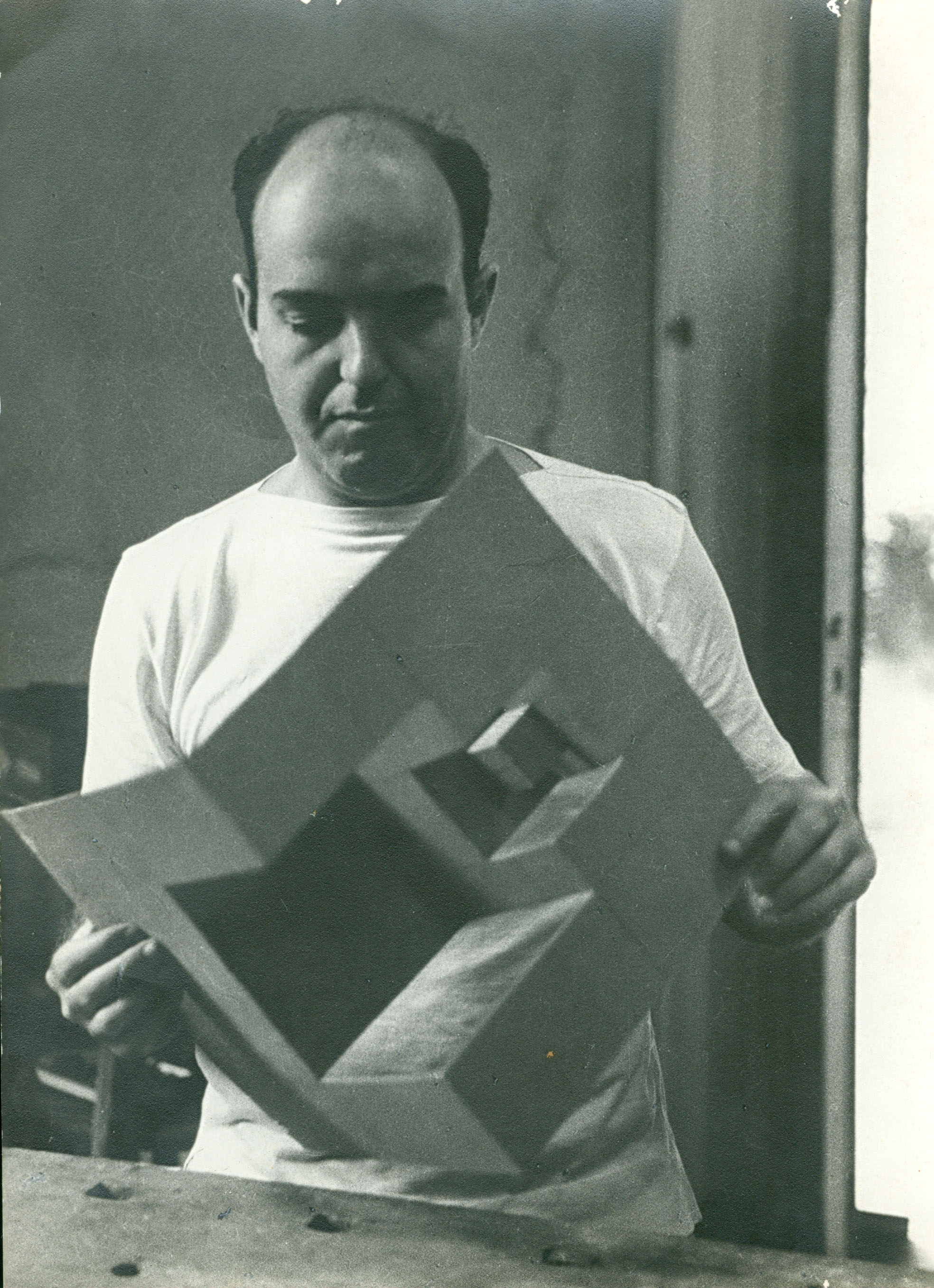
Sergio Camargo

Sergio Camargo (Rio de Janeiro, 8 de Abril de 1930 – 1990), foi um escultor e artista plástico brasileiro de renome internacional.
Estudou  na Academia Altamira em Buenos Aires com Emilio Pettoruti e Lucio Fontana. Sergio também estudou filosofia em Sorbonne em Paris. Em viagens pela Europa em 1948, teve contato com artista como Brancusi, Arp, Henri Laurens e Georges Vantangerloo.

## Biografia

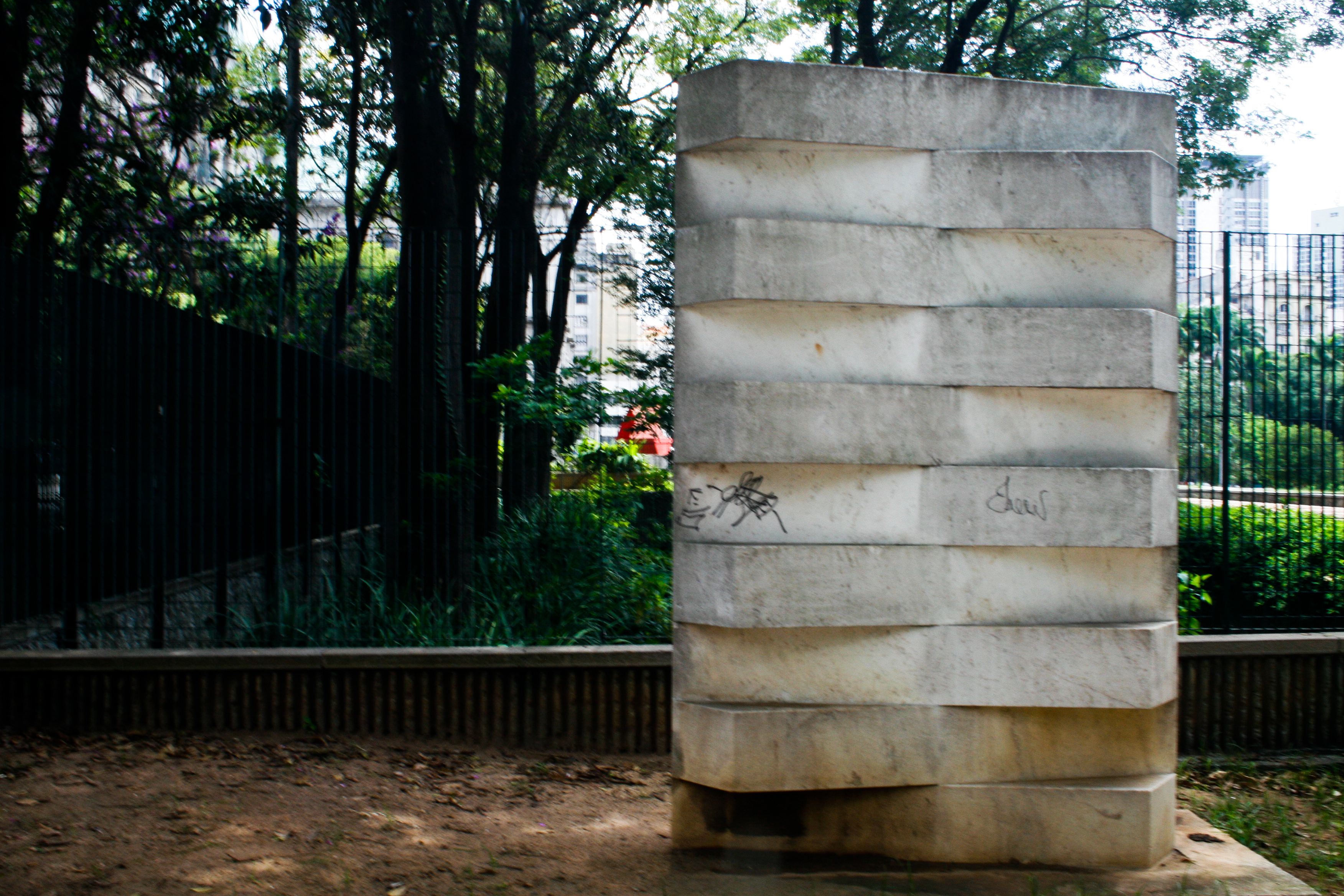
Sem título, escultura em mármore de Carrara executada em 1979 para o Parque de Esculturas da Praça da Sé.

Sergio iniciou seus trabalhos com esculturas com peças remanescentes de Picasso e H. Laurens. Retornou ao Brasil em 1950, onde contribuiu para o movimento Constructivistas. Em 1953, novamente retornou para a Europa e para China em 1954. Entre 1961 e 1974 Sergio se estabeleceu em Paris, tornou-se en 1963 membro da Groupe de Recherche d'Art Visuel. Durante esse período, em seus trabalhos ele concentrou-se principalmente na estruturação de superfícies brancas monocromáticas em "Volumes poliédricos de leituras mutáveis" usando formas paralelepípedas e outras peças com relevos de madeira cilíndricos, em ambos os casos propondo o jogo de luzes e sombras trazendo ao público as idéias de ordem e caos, plenitude e vazio. Em 1963 também recebeu o Prêmio Internacional de Escultura da Bienal de Paris. Depois desse período (em 1967), retornou ao Brasil, onde contribuiu com Oscar Niemeyer nas fundações do prédio de Relações Exteriores em Brasilia. Durante os anos de 1969, Sérgio exibiu suas artes em numerosas exposições como Venice Biennale em 1966. Sergio faleceu no Rio de Janeiro em 1990.  A galeria Tate Gallery em Londres possui obras de Sergio em permanente exposição.
Em sua homenagem, foi batizado uma logradouro com o seu nome, Rua Escultor Sergio de Camargo, na Barra da Tijuca, cujo entorno possui outros ruas com nomes de artistas plásticos brasileiros do mesmo período (Alfredo Ceschiatti, Franz Weissman, Mário Agostinelli etc.). [carece de fontes?]

## Leitura recomendada
- Brecheret, Vítor. Brazilian sculpture from 1920 to 1990. Washington, DC: Cultural Center, Inter-American Development Bank, 1997.
- Brito, Ronaldo. Sergio Camargo: Espacos da arte brasileira. São Paulo: Cosac & Naify Edições, 2000.